# Марк Фабій Ліцин
Марк Фа́бій Ліци́н (лат. Marcus Fabius Licinus; III століття до н. е.) — державний та військовий діяч Римської республіки, консул 246 року до н. е.

## Біографічні відомості
Походив з патриціанського роду Фабіїв. Був сином Гая Фабія Дорсуона Ліцина, консула 273 року до н. е. 
Марка Фабія було обрано 246 року до н. е. консулом разом з Манієм Отацилієм Крассом. Того часу йшла Друга Пунічна війна. Консули з військом висадилися на Сицилії і повели переважно позиційні бойові дії проти військ карфагенського полководця Гамількара Барки. Барці вдалося завдати незначної поразки римлянам під Панормом. Під час цього зіткнення Маній Отацилій загинув, але Марк Фабій вцілив та утримав позиції. Карфагенянам не вдалося змінити військову ситуацію на Сицилії. Після цього відомостей про Марка Фабія не збереглося.